# Shaun Murphy (snooker)
Shaun Murphy, angleški igralec snookerja, * 10. avgust 1982, Harlow, Anglija.
Njegov največji dosežek kariere je bila zmaga na Svetovnem prvenstvu leta 2005, tedaj je v finalu z 18-16 premagal Matthewa Stevensa. Murphy je znan po gladki uporabi palice in učinkovitih dolgih udarcih. Murphy pripada redki skupini igralcev, ki lahko  igrajo tako z desno kot z levo roko. Njegova najvišja uvrstitev na svetovni jakostni lestvici je 3. mesto, ki ga je zasedel v sezonah 2007/08, 2008/09 in 2009/10. V sezoni 2007/08 si je Murphy priigral uvrstitev vsaj v polfinale na petih od sedmih jakostnih turnirjev v sezoni, a ni osvojil nobenega. Poleg Svetovnega prvenstva 2005 je osvojil še dva jakostna turnirja: Malta Cup 2007 in UK Snooker Championship 2008.

## Kariera

### Zgodnja kariera
Murphy je pričel igrati snooker, ko je štel 8 let. Takrat mu je oče na bolšjem sejmu kupil snooker palico. Kmalu se je pridružil klubu in zagrizeno vadil ter tako že pri 10 letih ustvaril svoj prvi niz vsaj 100 točk. Pri 13 letih je Murphy dal intervju za BBC, v katerem je nakazal svoje ambicije – dejal je, da si želi zmagati na Svetovnem prvenstvu in postati številka ena na svetovni lestvici. Že pri 13 letih si je zagotovil 5.000 £ vredno sponzorstvo s strani čevljarske firme Doc Martens. Profesionalec je postal leta 1997, takrat je bil star 14 let.
Murphy je osvojil turnirja Amateur English Open in Benson & Hedges Championship (na tem turnirju je proti Adrianu Rosi tudi dosegel niz 147 točk), zaradi česar je leta 2000 prejel nagradi Novinec leta s strani World Snookerja in Mladi igralec leta s strani združenja WPBSA. Po tem je potreboval Murphy kar štiri leta, da se je uvrstil vsaj v osmino finala kakega jakostnega turnirja. To mu je naposled uspelo leta 2004, ko je na British Openu premagal Iana McCullocha (5-2), Paula Hunterja (5-3), Michaela Holta (5-3) in Barryja Hawkinsa (5-3). V polfinalu je nato izpadel proti Johnu Higginsu s 6-0. Higgins je nato turnir tudi osvojil, v finalu je premagal Stephena Maguira z 9-6. Na zaključni turnir Svetovnega prvenstva se je Murphyju uspelo uvrstiti v letih 2002 (v prvem krogu je bil boljši Stephen Hendry 10-4) in 2003 (v prvem krogu je priznal premoč Kenu Dohertyju 10-9), leta 2004 se ni prebil skozi sito kvalifikacij, z 10-7 ga je ugnal Stuart Pettman.

### Svetovni prvak
Leta 2005 je Murphy presenetil vse in na Svetovnem prvenstvu prišel v finale in naposled še tam zmagal in s tem osvojil svojo prvo zmago na turnirju jakostne lestvice, in to kar na najprestižnejšem turnirju jakostne lestvice. Ugnal je v prvem krogu Chrisa Smalla (10-5), v drugem Johna Higginsa (13-8), v četrtfinalu Steva Davisa (13-4) in v polfinalu Petra Ebdona (17-12), kar je bilo dovolj, da se je prebil v finale, kjer mu je prišel naproti Valižan Matthew Stevens. V finalu se je Murphy izvlekel po zaostanku 12-11 pred finalno serijo. Povedel je s 16-14, nato dopustil Stevensu izenačenje na 16-16, a pograbil zadnja niza in zmagal z 18-16.
Ta zmaga je Murphyju prinesla dvakrat več denarja, kot ga je do takrat osvojil v karieri. Z njim si je kupil avtomobil Mercedes-Benz E-Class in hišo. Njegov pohod do finala mu je tudi prinesel vzdevek 'Magician', kar pomeni 'Čarovnik'. [3]
Murphy je z 22 leti postal drugi najmlajši igralec, ki je osvojil Svetovno prvenstvo. Prehitel ga je Stephen Hendry, ki je pokal dvignil pri 21 letih. Prav tako je Murphy postal znan kot drugi zmagovalec Svetovnega prvenstva, ki mu je ta podvig uspel po preboju skozi kvalifikacije. Pred njim je to uspelo še Terryju Griffithsu leta 1979. Murphy je na Svetovnem prvenstvu igral kot 48. na rating lestvici, zato je moral odigrati dva kvalifikacijska dvoboja (Marcus Campbell 10-3 in Joe Swail 10-8). To ga uvršča na prvo mesto zmagovalcev Svetovnega prvenstva po številu odigranih dvobojev, potrebnih za zmago - Murphy je potreboval kar sedem dvobojev.

### Po naslovu
Murphy se je po zmagi povzdignil na 21. mesto rating lestvice, s čimer je postal prvi zmagovalec Svetovnega prvenstva, ki je sezono po osvojitvi le-tega začel zunaj Top 16 na rating lestvici. Na prvih štirih turnirjih sezone 2005/06 se je vsakokrat prebil vsaj v osmino finala, a je vsakič izgubil po zadnjem odločilnem framu, ki je pripadel Stuartu Binghamu (5-4, Grand Prix), Neilu Robertsonu (5-4, Northern Ireland Trophy in 9-8, UK Championship) in Graemu Dottu (5-4, Malta Cup).
Murphy je bil uspešnejši na turnirju Welsh Open, kjer si je priboril mesto v finalu z zmagami nad Andyjem Hicksom (5-3), Jamiejem Copom (5-4), Markom Williamsom (5-2) in Barryjem Hawkinsom (6-1). V finalu se je soočil s Stephenom Leejem, ki ga je porazil z 9-4. Leta 2006 je na Svetovnem prvenstvu podlegel uroku branilcev naslova, ki so prejšnje leto prvič osvojili Svetovno prvenstvo, saj ni še nikomur uspelo ubraniti zmago takoj prvo sezono po prvi zmagi na Svetovnem prvenstvu. V četrtfinalu je Murphyja izločil Peter Ebdon s 13-7, tja se je Murphy prebil po zmagah nad Jamesom Wattanajem (10-4) in Stevom Davisom (13-7). Vrhunske predstave v sezonah 2004/05 in 2005/06 so Murphyja dvignile na peto mesto rating lestvice za sezono 2006/07.
Po 22 mesecih brez osvojenega turnirja jakostne lestvice je Murphy zmagal na turnirju Malta Cup leta 2007. V finalu je premagal Valižana Ryana Daya z 9-4. Do finala je prišel preko Rickyja Waldena (5-4), Stephena Leeja (5-4), Graema Dotta (5-2) in Allisterja Carterja (6-3). V svojem prvem naslednjem dvoboju je Murphyju dosegel izjemen dosežek – na Welsh Openu je proti Jamieju Copu v štirih zaporednih framih nanizal štiri nize, vredne vsaj 100 točk. To je pred tem prvemu uspelo Johnu Higginsu v finalu Grand Prixa leta 2005. [4] V četrtfinalu ga je nato izločil Stephen Maguire s 5-3.
Leta 2007 si je Murphy priigral mesto v polfinalu Svetovnega prvenstva, saj je premagal Judda Trumpa (10-6), Johna Parrotta (13-8) in Matthewa Stevensa (13-12). Proti Stevensu se je veličastno vrnil po zaostankih z 11-5 in 12-7, ko je nato osvojil zadnjih 6 framov. Murphy je s tem Stevensa tudi pahnil iz Top 16 na rating lestvici. V polfinalu ga je naposled tesno izločil Mark Selby 17-16. Sezono 2006/07 je Murphy končal na odličnem tretjem mestu rating lestvice.
Na Grand Prixu leta 2007 je zmagal v štirih od petih dvobojev v svoji skupini (izgubil je le proti Marcu Fuju 4-3) in se preko Ryana Daya (5-3) in Petra Ebdona (5-3) prebil v polfinale, kjer ga je odpravil Ronnie O'Sullivan s 6-5 kljub vodstvu že s 5-2. Prav tako je Murphy dosegel polfinali Northern Ireland Trophyja (izločil ga je Stephen Maguire 6-5) in UK Championshipa (premagal ga je Stephen Maguire 9-5). Pred UK Championshipom je Murphy celo zasedal prvo mesto začasne rating lestvice, ki mu ga je nato prevzel zmagovalec UK Championshipa Ronnie O'Sullivan.
Na Svetovnem prvenstvu 2008 je Murphy visoko izgubil v drugem krogu, porazil ga je Allister Carter 13-4. Pred tem je Murphy premagal Dava Harolda 10-3. S tem se je Murphyju še petič zgodilo, da je njegov tekmec na Svetovnem prvenstvu, proti kateremu je izgubil, prišel v finale, kjer je izgubil. To so bili: Stephen Hendry (2002), Ken Doherty (2003), Peter Ebdon (2006), Mark Selby (2007) in Allister Carter (2008).
Murphy je uspešno ubranil zmago na Malta Cupu, premagal je Kena Dohertyja v finalu (9-3). Leta 2008 sicer turnir Malta Cup ni več štel za jakostno lestvico. Prav tako je Murphy dosegel finale turnirja Pot Black Cup – premoč je moral priznati prav Kenu Dohertyju. Pred tem je leta 2005 Murphy tudi igral v finalu Pot Black Cupa, takrat je v finalu izgubil proti Matthewu Stevensu. Obakrat je bil rezultat 1-0, ker vsak dvoboj na Pot Black Cupu traja le en frame.
V sezono 2008/09 je Murphy vstopil zelo ležerno, saj je na prvih treh turnirjih sezone, ki štejejo za jakostno lestvico, izpadel v prvem krogu. Edino na Grand Prixu je premagal Adriana Gunnella ( ), a se ni prebil iz skupine. Kakorkoli, osvojil pa je turnir Paul Hunter German Open, kjer je premagal Barryja Pinchesa ( ), Stuarta Binghama, Rickyja Waldena in Marka Selbyja.
Murphyjev trener je Steve Prest, ki je močno pripomogel k njegovi gladki uporabi palice in njegovemu taktičnemu napredku. Pred tem je v zgodnjih letih kariere Murphyja treniral presenetljivi zmagovalec Svetovnega prvenstva leta 1986 Joe Johnson. Nekaj dodatne pomoči pri taktiki je Murphy prejel od Raya Reardona, šestkratnega svetovnega prvaka.

## Rivalstvo s Stephenom Maguirom
Murphyjev veliki rival je Stephen Maguire, prav tako prejemnik nagrade Young Player of Distinction leta 2000. Leta 2004 se je v prvem krogu Grand Prixa med njunim dvobojem zgodil naslednji pripetljaj: Maguire je prispel v areno pravočasno, a je spoznal, da je v garderobi pozabil svojo kredo. Tako je prosil nizozemskega sodnika Johana Oomena, če gre kredo lahko iskat. [5] Medtem ko je Maguire odšel po kredo, se je Murphy pogovoril z direktorjem tekmovanja Mikeom Ganleyem in ga pozval, naj takega dejanja ne tolerira. Ganley je bil tako prisiljen Maguiru odvzeti en frame, še preden se je dvoboj sploh začel. [6] Dvoboj se je končal z rezultatom 5-2 v korist Stephena Maguira. Kar je še zanimivejše, je dejstvo, da Maguire ne bi bil kaznovan, če bi dvoboj začel, a nato po prvem udarcu šel iskat kredo, ker to po uradnih pravilih ni prekršek. [5] Po zmagi nad Murphyjem na Welsh Openu leta 2007 se je Maguire spominjal: Čeprav sva vedno bila velika rivala, je bila to kaplja čez rob. On meni ni všeč in mislim, da tudi jaz njemu nisem všeč. Močno se trudim, da premagam vsakogar, a najhuje bi mi bilo, če bi izgubil proti Shaunu. [6]
Pred njunim dvobojem na Northern Ireland Trophyju leta 2007 v polfinalu je Murphy povedal, da so mediji napihnili njun konflikt: Mogoče je to dodatna kost za vas (medije), a jaz sem danes zjutraj Stephena v vadnici pozdravil. On je fantastičen igralec in zelo ga spoštujem. Pripravljen sem se z njim pobotati. Če je med nama kak problem, potem ni na moji strani. Dvoboj je dobil Maguire s 6-5 in nato turnir tudi osvojil, v finalu je premagal Fergala O'Briena z 9-5.
Pomerila sta se tudi na UK Championshipu leta 2007, znova v polfinalu. Tudi tokrat je zmagal Maguire z 9-5. V finalu turnirja China Open sta se tekmeca znova soočila. Tudi ta dvoboj je bil zelo tesen – Maguire je še enkrat več zmagal z 10-9. Poznavalci trdijo, da sta oba prikazala eno najboljših snooker predstav zadnjih let. [7]

## Osvojeni turnirji

### Jakostni turnirji
- Svetovno prvenstvo - 2005
- Malta Cup - 2007
- UK Snooker Championship - 2008

### Nejakostni turnirji
- Benson & Hedges Championship – 2000
- Malta Cup – 2008
- Paul Hunter Classic - 2008, 2009
- World Series of Snooker - veliki finale - 2009
- World Series of Snooker - Champion of Champions Challenge - 2009
- Premier League Snooker - 2009

## Zasebno življenje
Murphy se je rodil v Harlowu, a je večino kariere živel v Rotherhamu.
Je zaprisežen kristjan in pred vsakim dvobojem moli v svoji garderobi. Svojo vero tudi vidi kot stvar, ki ga ohranja sproščenega in pozitivnega. [8]
Shaun je občasni pianist, prav tako zelo rad igra golf. [9]
Murphy je svojo ženo Clare spoznal preko spleta na neki krščanski klepetalnici. [10] Od nje se je ločil oktobra 2008, po le treh letih zakona. [11]
Murphy je pred Svetovnim prvenstvom leta 2005 predstavljal igralca, ki se lahko prebije v drugi krog ali morebiti četrtfinale, kaj več mu ni nihče pripisoval. Presenetil je tudi pobiralce stav, saj so ti za njegovo zmago razpisali kvoto 150-1. [8]
Njegov oče Tony Murphy je član uprave World Snookerja, organitacije, ki prireja turnirje jakostne lestvice.
Svetovno prvenstvo je osvojil s palico iz 30. let, ki jo je nekoč uporabljal Ray Reardon, šestkratni svetovni prvak. Murphy je palico prejel šele dva tedna pred turnirjem, saj mu jo je priredil izdelovalec palic Rodney Hinde. Ta je namestil le novo konico palice. [8]